# Wyoming (Míchigan)
Wyoming es una ciudad ubicada en el condado de Kent en el estado estadounidense de Míchigan. En el Censo de 2010 tenía una población de 72125 habitantes y una densidad poblacional de 1.119,59 personas por km².

## Geografía
Wyoming se encuentra ubicada en las coordenadas 42°53′34″N 85°42′31″O / 42.89278, -85.70861. Según la Oficina del Censo de los Estados Unidos, Wyoming tiene una superficie total de 64.42 km², de la cual 63.81 km² corresponden a tierra firme y (0.94%) 0.61 km² es agua.

## Demografía
Según el censo de 2010, había 72125 personas residiendo en Wyoming. La densidad de población era de 1.119,59 hab./km². De los 72125 habitantes, Wyoming estaba compuesto por el 75.84% blancos, el 7.23% eran afroamericanos, el 0.62% eran amerindios, el 2.8% eran asiáticos, el 0.05% eran isleños del Pacífico, el 9.63% eran de otras razas y el 3.83% pertenecían a dos o más razas. Del total de la población el 19.42% eran hispanos o latinos de cualquier raza.